# Coleophora pseudophlomidella
Coleophora pseudophlomidella é uma espécie de mariposa do gênero Coleophora pertencente à família Coleophoridae.